# Кунин, Владимир Владимирович
Влади́мир Влади́мирович Ку́нин (настоящая фамилия Фе́йнберг; 19 июня 1927, Ленинград, СССР — 4 февраля 2011, Мюнхен, Германия) — русский писатель, драматург, сценарист. Член Союза кинематографистов России и Союза писателей России. Почётный член Международной ассоциации писателей и публицистов.

## Биография

### Ранние годы
Родился 19 июля 1927 года в Ленинграде, в семье кинорежиссёра Владимира Борисовича Фейнберга и актрисы Беатрисы Ефимовны Куниной. Племянник актрисы и писательницы Ирины Куниной. 
Так, в интервью, предварявшем выход картины, он сообщил, что его мать погибла в первые месяцы Ленинградской блокады, а сам он был эвакуирован в Среднюю Азию. По дороге у него украли документы, он был распределён в детский дом, откуда бежал. Примкнув к банде беспризорников, участвовал в вооружённых налётах. Был арестован по обвинению в убийстве сторожа склада. Затем двое в штатском предложили ему «искупить вину» и направили в школу альпинистов-диверсантов под руководством Михаила Погребецкого, якобы организованную НКВД для подростков-уголовников с целью подготовки и заброски их в тыл врага. После расстрела первой группы школу расформировали. В другом интервью, данном пятью годами ранее, Кунин, однако, утверждал, что его группа всё-таки «отработала» в Карпатах, после чего попала в фильтрационный лагерь, «но всё обошлось». Затем была военно-авиационная школа, служба в военной авиации и работа цирковым акробатом.
Выход фильма «Сволочи» вызвал большой резонанс из-за отсутствия архивных источников, на которые опирался бы сюжет. Результаты проверки, проведённой редакцией газеты «Комсомольская правда», были опубликованы в статье «Спор вокруг фильма „Сволочи“: А был ли мальчик-диверсант?». Опровергнут был не только факт существования подобных лагерей в СССР (прототипом послужила нацистская спецшкола «Абверкоманда-203»), но и сведения о службе в армии самого Кунина. Так, согласно Центральному архиву Министерства обороны, с декабря 1944 по декабрь 1946 года он в качестве курсанта сменил три военно-авиационные школы, откуда был отчислен с формулировками «в связи с неуспеваемостью» и «в связи с недисциплинированностью», после нигде не служил. Кроме того, Михаил Погребецкий был занят интенсивным обучением горных стрелков во Всесоюзной школе инструкторов горнострелковой подготовки и отношения к НКВД не имел.
Позднее Кунин назвал эту информацию «необоснованными претензиями», повторив, что с 1943 по 1952 год проходил службу в армии. Сценарий же, по его словам, был «от первой и до последней буквы переписан режиссёром фильма». При этом собственный роман он охарактеризовал как «роман мистико-фантастического толка. Всё это сочинено… Тем более что я не писал никакой документальной повести… нельзя же так примитивно считать, что человек описывает самого себя. Всё придумано». В день премьеры режиссёр картины Александр Атанесян также заявил, что весь сюжет — это художественный вымысел.

### Творчество
Кунин — автор романов и повестей, многие из которых впоследствии стали сценариями популярных фильмов: «Хроника пикирующего бомбардировщика» (1966), «Воздухоплаватель» (1975), «Интердевочка» (1988), «Русские на Мариенплац» (1993), «Сволочи» (2006) и других.
В 1967 году была экранизирована военная драма «Хроника пикирующего бомбардировщика» по сценарию Кунина. Всего по его сценариям поставлено более тридцати фильмов, в том числе «Клад» Виктора Сергеева, «Ты иногда вспоминай» Павла Чухрая, «Чокнутые» Аллы Суриковой.
Одним из заметных событий перестроечной жизни СССР стала публикация повести Владимира Кунина «Интердевочка» в журнале «Аврора» в 1988 году. Первоначальный замысел повести возник у Кунина в 1986 году, когда он в варшавском «Гранд-отеле» в достаточной мере насмотрелся на валютных проституток (первоначально главная героиня должна была быть полькой). Позже он с разрешения начальства «внедрился» на 4 месяца в спецгруппу по валютным операциям и по надзору за иностранцами и валютными проститутками, так что за точность фактуры автор повести отвечал вполне. Первоначально он хотел назвать повесть «Проститутка», но это вызвало взрыв негодования в верхах («проституции в стране нет, а проститутки есть?»), и тогда Кунин переименовал повесть в «Интердевочку» (этот изобретённый им термин, почти сразу вошедший и в обиход, и в словари, писатель считал «идиотским словечком»).
Свою повесть Кунин передал Мире Тодоровской, супруге кинорежиссёра Петра Тодоровского. Тот сначала наотрез отказывался снимать фильм на тему проституции, но жена его уговорила; в результате появился хит перестроечного кинопроката — фильм «Интердевочка» (1989), который за год посмотрели 40 млн зрителей.
С 1994 года жил в Германии, эмигрировав как контингентный беженец. По его утверждению, находился «под опекой немецкого союза писателей». Жил и умер 4 февраля 2011 года в Мюнхене. Смерть наступила в результате тяжёлой и продолжительной болезни. Похоронен на местном кладбище.

### Сборники
- 1962 — «Я работаю в такси»
- 1968 — «Толчок восемь баллов»
- 1971 — «Пилот первого класса»
- 1973 — «Дела сердечные»
- 1975 — «Горожане»
- 1977 — «Ты иногда вспоминай»
- 1979 — «Старшина»
- 1981 — «Под одним небом»
- 1984 — «Полоса препятствий»
- 1986 — «Сошедшие с небес»
- 1988 — «Клад»
- 1994 — «Эмиграция»
- 2003 — «Ребро Адама. Сошедшие с небес. Ты мне только пиши»…: повести — Москва : АСТ, 2003. — 286 с.

### Рассказы
- «Иллюстрации Гюстава Доре»
- «Цирк, цирк, цирк»
- «Мой дед, мой отец и я сам»
- «Чокнутые»
- «Деловой дух нового времени»
- «Ломбард»
- «В ожидании митинга»
- «Партнёры»
- «Сколько стоит слово правды»
- «Шалаш»
- «Сочи — все дни и ночи»
- «Клад»

### Романы
- 2003 — «Ночь с Ангелом»
- «Двухместное купе»
- 2000 — «Мика и Альфред».
  - Роман экранизирован в 2010 году: «Правосудие волков».
- 2007 — «Птичка»
- 2010 — «На основании статьи»…

### Повести
- «Коммунальная квартира»
- «Очень длинная неделя»
- 1966 — «Хроника пикирующего бомбардировщика».
  - Повесть экранизирована в 1967 году[18].
- 1975 — «Воздухоплаватель».
  - Повесть экранизирована в том же году.
- «Ты мне только пиши»…
- 1983 — «Трое на шоссе»
  - Экранизирована в 1983 году.
- 1987 — «Привал».
- 1988 «Интердевочка».
  - Повесть экранизирована в 1989 году.
- 1991 — «Иванов и Рабинович, или Ай гоу ту Хайфа»!
  - В 2003 году по мотивам повести снят сериал.
- 1993 — «Русские на Мариенплац»,
  - экранизирована в 2020 году — фильм «Нартай».
- 1998 — ИнтерКыся. Дорога к «звёздам».
- 1999 — ИнтерКыся. Возвращение из рая.
- 1998 — Кыся 3: Кыся в Америке
- 2005 — «Путешествие на тот свет».
- 2003 — «Сволочи».
  - Повесть экранизирована в 2006 году.

## Фильмы по сценарию В. Кунина
- 1967 — Хроника пикирующего бомбардировщика
- 1968 — Удар! Ещё удар!
- 1971 — Разрешите взлёт!
- 1973 — Дела сердечные
- 1975 — Воздухоплаватель
- 1975 — Горожане
- 1975 — Степные раскаты
- 1977 — Ты иногда вспоминай
- 1979 — Старшина
- 1980 — Взвейтесь, соколы, орлами!
- 1982 — Под одним небом
- 1983 — Трое на шоссе
- 1984 — Полоса препятствий
- 1986 — Сошедшие с небес
- 1988 — Клад
- 1989 — Интердевочка
- 1990 — Ребро Адама
- 1991 — Чокнутые
- 1992 — Рин. Легенда об иконе
- 2003 — Иванов и Рабинович
- 2006 — Сволочи
- 2009 — Правосудие волков
- 2020 — Нартай

## Критика творчества В. В. Кунина
Сюжет и фильма «Сволочи», и одноимённой повести полностью вымышлен. Никакой исторической основы сюжета фильма «Сволочи» и самой повести не имеется. Архивными документами и материалами (в том числе, из архивов ФСБ России и Комитета национальной безопасности Республики Казахстан) не подтверждается существование в системе органов НКВД — НКГБ школ по подготовке диверсантов из несовершеннолетних (подобных той, которая описана в повести «Сволочи» и показана в кинофильме «Сволочи»). Нет и архивных документов о спецоперациях по заброске диверсионных групп из числа подростков советскими органами госбезопасности в тыл противника в годы Великой Отечественной войны. В фильме «Сволочи» как исторически достоверные события, зрителю, не искушённому в отечественной истории, преподносят события, которых в СССР не существовало — мифических «детей-диверсантов» и детские диверсионные школы.